# Ageras
Ageras est un établissement de paiement danois. La plateforme met en relation des comptables, des administrateurs de comptes ainsi que des avocats avec des particuliers et des entreprises à la recherche d'un expert financier ou juridique. Depuis mai 2019, Ageras est actif dans sept pays.

## Histoire
En 2012, Ageras a été fondée par les Danois Rico Andersen et Martin Hegelund, avec le soutien de l'entrepreneur Martin Thorborg. Un an plus tard, le FDIH (Foreningen pour Dansk Internet Handel) nomme Ageras comme « Meilleure nouvelle entreprise de commerce électronique ».
Ageras a étendu ses services en Suède en 2013, puis en Norvège (2014), aux Pays-Bas (2015), en Allemagne (2016), au Royaume-Uni (2018) ainsi qu'aux États-Unis.
En mars 2017, Ageras a annoncé que le fonds d'investissement bahreïnien Investcorp avait acheté la majorité des actions de la société,. Trois mois plus tard, Ageras rachète ses concurrents néerlandais Zoek Mijn Boekhouder et Boekhouding Offerteservice.
Ageras transfère ses bureaux à Industriens Hus, un centre d'affaires de Copenhague, en février 2018, regroupant près de 100 salariés.
En juin 2024, Ageras rachète la fintech française Shine auprès de la Société générale, puis rachète ensuite la startup néerlandaise Employes en Juillet 2025. 

## Récompenses
En octobre 2016, Ageras remporte le prix Børsen's Gazelle et a ainsi été reconnue comme l'une des entreprises à la croissance la plus rapide au Danemark,.
La FDIH décerne à Ageras le prix E-commerce 2017 dans la catégorie « Meilleure entreprise électronique avec un chiffre d'affaires allant jusqu'à 100 millions de couronnes danoises ». couronnes ».